# Sebastián de Jesús
Sebastián de Jesús, O.F.M. (Montalbán de Córdoba, 22 de enero de 1665 - Sevilla, 15 de octubre de 1743) fue un franciscano español, cuya reputación de santidad llevó a Carlos III a solicitar su beatificación. El proceso permaneció inconcluso muchos años y, a la muerte del rey, principal valedor de su beatificación, el proceso se canceló.

## Biografía
De familia campesina pobre y piadosa, Sebastián Sillero Pérez (que era el nombre secular de Fray Sebastián de Jesús) aprendió por su propia cuenta a leer y escribir antes de quedar huérfano de padre. Se trasladó, por invitación de un tío, a Écija, donde aprendió los rudimentos de la pintura; a los 16 años ingresó como aprendiz de hilandero de seda, oficio que ejerció durante 5 años hasta que el 19 de enero de 1686 ingresó como novicio al convento de franciscanos de Écija.
Un año más tarde tomó las órdenes mayores; puesto a cargo de la recolección de limosna —al ser la de Francisco de Asís una orden mendicante—, cobró rápidamente fama de santidad por sus hábitos humildes y discretos. Era un habilidoso orfebre, y a los crucifijos que acostumbraba entregar a los benefactores se les adjudicaron poderes milagrosos. La preocupación de sus superiores los llevó a destinarlo sucesivamente a Lepe, Ronda y Sanlúcar de Barrameda antes de enviarlo a Sevilla.
Durante la residencia en Sevilla de la corte de Carlos III, aún infante, éste conoció al afamado clérigo, y quedó impresionado por la humildad del mismo. Relata en una carta del 2 de septiembre de 1773 al cardenal de Solís, arzobispo de Sevilla, que antes de emprender un viaje a Italia recibió una visita del religioso, que le advirtió del peligro de una borrasca en viaje y le entregó un amuleto para protegerlo. Aunque la borrasca en efecto sobrevino, Carlos prefirió capear el temporal que arrojar el crucifijo al mar como le había indicado Sebastián que hiciera. Eventualmente éste le serviría para rogar la curación de una grave enfermedad que aquejaba a la infanta María Luisa.
El 2 de octubre de 1743 Sebastián enfermó gravemente, y murió 13 días más tarde. En el lecho de muerte recibió la visita de numerosos fieles y de varios pintores, que lo retrataron. La aflicción popular durante su entierro, en la misma iglesia de la Veracruz, fue grande.
Por real orden de 1771 se inició el proceso de beatificación, en el que testificaron 53 personas.